# Наджі Ердем
Наджі Мехмет Ердем (тур. Naci Mehmet Erdem, 28 січня 1931, Стамбул — 28 березня 2022) — турецький футболіст, що грав на позиції захисника, зокрема, за клуб «Фенербахче», а також національну збірну Туреччини.
Триразовий чемпіон Туреччини.

## Клубна кар'єра
У футболі дебютував 1953 року виступами за команду «Фенербахче», в якій провів десять сезонів, взявши участь у 195 матчах чемпіонату.
Протягом 1963—1964 років захищав кольори команди клубу «Бейоглуспор».
Згодом, в 1964 році перйшов до складу клубу «Галатасарай». Відіграв за стамбульський клуб протягом трьох сезонів.
Завершив професійну ігрову кар'єру у клубі «Едірнеспор». Прийшов до команди 1966 року, захищав її кольори до припинення виступів на професійному рівні у 1967.

## Виступи за збірну
1954 року дебютував в офіційних матчах у складі національної збірної Туреччини. Протягом кар'єри у національній команді провів у її формі 34 матчі.
У складі збірної був учасником чемпіонату світу 1954 року у Швейцарії, де зіграв з ФРН (2-7).

## Титули і досягнення
- Чемпіон Туреччини (3):

«Фенербахче»: 1959, 1960—1961, 1964—1965